# M106 (veicolo da combattimento)
L'M106 è una variante del veicolo trasporto truppe (VTT) M113 completamente cingolato progettato negli anni cinquanta, con in mente la possibilità di ospitare una squadra di fanteria completamente equipaggiata e di fornire alle truppe l'appoggio di fuoco ravvicinato.
L'M106 costituisce la variante portamortaio armata con un mortaio da fanteria da 107 mm o da 120 mm che spara attraverso il portellone sul tetto, allargato, con un campo di tiro di 90°.

## Esercito Italiano
Nell'Esercito Italiano era armato con mortaio da 120 mm in dotazione ai reparti di fanteria meccanizzata o nei battaglioni meccanizzati dei bersaglieri e della Cavalleria , ove sono stati progressivamente sostituiti dalla versione portamortaio del Freccia.